# Совно (Старгардський повіт)
Совно (пол. Sowno) — село в Польщі, у гміні Старґард Старгардського повіту Західнопоморського воєводства.
Населення — 553 особи (2011).
У 1975-1998 роках село належало до Щецинського воєводства.

## Демографія
Демографічна структура станом на 31 березня 2011 року:
|          | Загалом | Допрацездатний вік | Працездатний вік | Постпрацездатний вік |
| -------- | ------- | ------------------ | ---------------- | -------------------- |
| Чоловіки | 281     | 70                 | 195              | 16                   |
| Жінки    | 272     | 69                 | 175              | 28                   |
| Разом    | 553     | 139                | 370              | 44                   |